# Plexiformní angiomyxoidní myofibroblastický tumor
Plexiformní angiomyxoidní myofibroblastický tumor (plexiform angiomyxoid myofibroblastic tumor, PAMT), také nazývaný jako plexiformní angiomyxom, plexiformní angiomyxoidní tumor nebo myxofibrom, je extrémně vzácný benigní mesenchymální nádor gastrointestinálního traktu. Většinou se PAMT vyskytuje v oblasti žaludečního antra, avšak může se nacházet kdekoliv v žaludku. Také byl zaznamenán jeden případ výskytu v duodenu.

## Klasifikace
PAMP byl poprvé popsán Takahashim a kol. v roce 2007. Odhadovaná četnost PAMT je nižší než 1/150 ve srovnání s gastrointestinálními stromálními tumory (gastrointestinal stromal tumor, GIST). Prevalence je podobná u obou pohlaví a tumor se může rozvinout v jakémkoli věku (7-75 let). Velikost se pohybuje v rozmezí od 1,9 do 15,0 cm, průměrná velikost je 6,3 cm.
PAMT je považován za benigní nádor kvůli jeho histologickým vlastnostem, jako je přítomnost nádorových buněk, nízký proliferační index, nízká mitotická rychlost, absence nekrózy a cévní invaze a absence recidivy. Byl popsán případ vaskulární invaze, proto nelze vyloučit možnost maligní transformace. Omezený počet hlášených případů však není dostačující k vyvození závěrů a pravý biologický potenciál PAMT tak zůstává, kvůli jeho vzácnosti, neznámý.

## Klinické příznaky
Většina pacientů vykazuje určité symptomy, jako je anémie způsobená hematemezí, ulcerace, obstrukce žaludeční výstupní tepny, fistulační absces, epigastrický dyskomfort a bolest břicha, nauzea, zvracení a ztráta hmotnosti. PAMT může být také asymptomatický, odhalen až náhodně.

## Diagnóza
Přesná diagnóza časného PAMT je obtížná, ale existují určité morfologické a imunofenotypové rysy umožňující odlišení tohoto typu nádoru od GIST nebo jiných mesenchymálních žaludečních nádorů. Diagnóza submukózních nádorů se provádí metodou endoskopické ultrasonografie (endoscopic ultrasonography, EUS), zatímco fenotyp nádoru a typ nádorové buňky lze vyhodnotit pomocí aspirační biopsie tenkou jehlou a imunohistochemickou analýzou.
Imunohistochemicky nádorové buňky vykazují pozitivní barvení pro vimentin, hladkosvalový aktin (smooth muscle actin, SMA) a desmin. Nádorové buňky jsou obecně negativní pro CD117, DOG1, SMA, kaldesmon, CD34, epiteliální membránový antigen (epithelial membrane antigen, EMA), cytokeratin nebo anaplastickou lymfomovou kinázu (anaplastic lymphoma kinase, ALK). Může být také pozorována pozitivita pro CD10. Pozitivní vzory naznačují myofibroblastickou povahu nádorových buněk.

## Patologické vlastnosti
Nádor se projevuje jako vyvýšená nebo polypoidní masivní léze, která nejčastěji postihuje antrální oblast žaludku, avšak v některých případech může být postižen také fundus a tělo žaludku, případně jícen. Duodenální bulbus nebo pylorus je ovlivněn zhruba ve třetině případů.
Mikroskopicky vykazuje nádor v žaludeční stěně charakteristický multinodulární plexiformní vzor. V nejsvrchnější vrstvě sliznice se mnohdy tvoří ulcery. Fokálně lze pozorovat fascikulární uspořádání tumoru. Nádorové buňky jsou zanořeny v hojně vaskularizovaném myxoidním pozadí.
Cévy jsou tenké a rozvětvené, s tromby nebo bez. Jednotlivé nádorové buňky jsou vřetenovitého až oválného tvaru s neurčitými buněčnými okraji, jemným jaderným chromatinem, nenápadnými nukleoly a málo eozinofilní cytoplazmou. Mitotická rychlost je nízká a kolagenizace stromatu je nenápadná. Stromální myxoidní pozadí vykazuje pozitivní barvení na Alciánovou modř. Ve stromatu lze pozorovat mnoho rozptýlených žírných buněk.

## Prognóza
Zdá se, že PAMT má dobrou prognózu bez hlášených recidiv nebo metastáz. Vzhledem k malým rozměrům nádoru a dobré prognóze je možné tento nádor odstranit endoskopickou submukózní disekcí (endoscopic submucosal dissection, ESD) v jeho časném stadiu.

## Léčba
V současnosti zůstává léčbou distální nebo částečná gastrektomie. Další studie by mohly poskytnout více informací o jeho histogenezi a molekulárních vlastnostech, které by mohly hrát roli v budoucím terapeutickém přístupu.